# Чеченские фамилии
Чеченские фамилии — современные чеченские фамилии образовались со времён когда Кавказ присоединили к Российской Империи.
Чеченцы получили традиционные европейские фамилии после 1870-х годов. Большинством из них стали просто производные от имени главы семьи, с добавлением суффиксов русского стиля-ов/- ев.
Так появились чеченские фамилии Кадыров, Закаев, Дудаев и многие другие, образованные по тому же принципу. Эти фамилии вполне узнаваемы как нерусские для любого россиянина, несмотря на наличие традиционного русского суффикса.
У чеченцев, как правило, фамилии образовывались от имени ближайшего предка. Но есть случаи, когда она образовывалась и от наименования рода, так, например: Терлоевы, Мержоевы, Гуноевы, Дишниевы и др.

## Чеченский формат
Собственные имена и фамилии  у чеченцев во множественном числе имеют суффикс -гIар: Хьамид - ХьамидгӀap, Мавлид - МавлидгIар, Ахьмад - АхьмадгIap. В единственном числе суффикс -гӀер: Хьамид - ХьамидгӀер и так далее. 
Чеченский суффикс —гIар соответствует —овы, —евы русского языка: АхьмадгIар «все из дома (фамилии) Ахмеда»; деда «дедушка, старейшина фамилии» — деда-гIар «все из дома дедушки, старейшины фамилии». «Ахмед».
У чеченцев имена, фамилии образуют множественное число с помощью суффикса -гӀap-, причем «Фамилии и имена с суффиксом -гӀap- имеют значение не только множественного числа от собственных имен и фамилий, но и обозначают также данную семью или дом, где живет семья в целом. В этом случае сохраняются древние значения этого суффикса, который происходит от самостоятельного слова - гӀap - род». В кистинском диалекте чеченского языка используют гер и гор, но зачастую гор.
Из работы Тимаева следует, что "Магомадовы", на чеченском языке данная фамилия произносится и пишется как "МохьмадГIАР". Если имеется ввиду определённый человек из рода Магомадовых, то "ГIАР" из-за присутствующего склонения в чеченском языке трансформируется в "ГIЕР", где вместо буквы "А" становится буква"Е". Это выглядит следующим образом - "МохьмадГIЕР Адам", что дословно переводится как "Магомадовых Адам или Магомадов Адам".  На вопрос: "Хьо хьен некъан ву? (Tы какой фамилии/рода?)", ответ будет: "Со ЛорсигІер некъан ву. (Я из фамилии/рода Лорсановых)".
По поручению первого президента ЧРИ Джохара Дудаева для готовящихся новых чеченских паспортов квалифицированными консультантами была определена форма написания фамилий со суффиксом гӀер. Такой формой воспользовался начальник Департамента архивов ЧРИ Далхан Хажаев. Но проект этот не был запущен.
Примеры с чеченским суффиксом:
| Чеченский язык | русский язык (транскрип) | русский язык |
| -------------- | ------------------------ | ------------ |
| ӀаммигӀер      | Аммигер                  | Амаев        |
| АхьмадгӀер     | Ахмадгер                 | Ахмадов      |
| МусигӀер       | Мусигер                  | Мусаев       |
| СалмангӀер     | Салмангер                | Салманов     |
| МоргигӀер      | Моргигер                 | Моргошвилев  |
| ДудигӀер       | Дудигер                  | Дудаев       |
| КӀушаггӀер     | Кушаггер                 | Кушагов      |
| МохьмадгӀер    | Мохмадгер                | Магомадов    |
| ИсламгӀер      | Исламгер                 | Исламов      |